# Gali

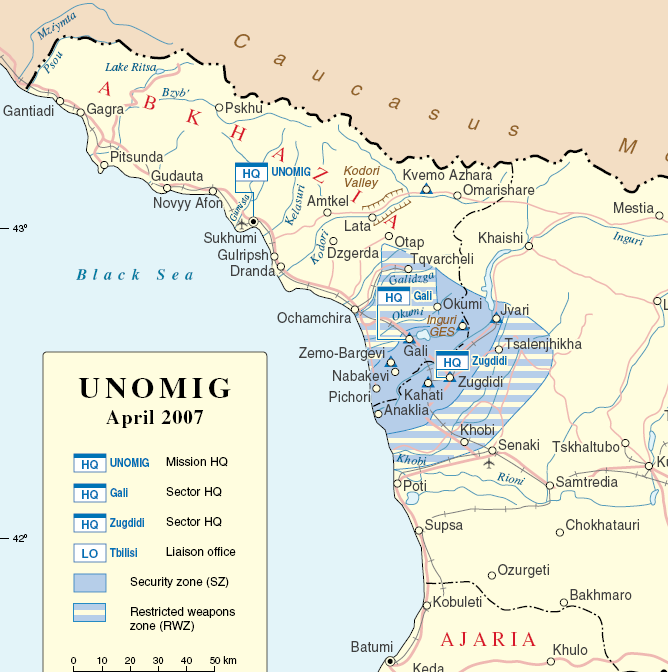
Gali inom FN:s säkerhetszon

Gali (georgiska: გალი; abchaziska: Гал, Gal; ryska: Гали) är en stad i utbrytarrepubliken Abchazien i västra Georgien. Den ligger 77 kilometer sydöst om Suchumi, nära gränsen till övriga Georgien, och har omkring 7 605 invånare (år 2011). Staden är huvudort i distriktet Gali. FN har ett sektorshögkvarter i staden, som är del av FN:s säkerhetszon.
Gali blev under 1600- och 1700-talen huvudstad i furstendömet Samurzaqano sedan detta blivit självständigt från Megrelien. År 1922 integrerades området med Abchazien. Befolkningen bestod främst av georgier fram till den väpnade konflikten i Abchazien 1992-1993, då många flydde till andra sidan gränsen mot övriga Georgien. Många kunde senare återvända, men tvingades återigen fly 1998, då kortare stridigheter återigen utbröt. Stadens befolkning har minskat till följd av konflikten, men består fortfarande till största del av georgier.